# 武瑠
武瑠（たける、1987年5月11日 - ）は、日本の音楽家、ファッションモデル、実業家、小説家である。解散したバンド・SuGのメンバーであり、ボーカルを担当していた。SuG解散後ソロプロジェクト・sleepyheadで活動していた。現在は武瑠名義で活動中。株式会社akubi代表取締役社長。

## 概要
雑誌「KERA」などのファッション誌でモデルとしても活動している。サイドプロジェクト・浮気者としても活動している。
SuGの2ndアルバム『Thrill Ride Pirates』の世界観を小説化し、携帯小説サイト「魔法のiランド」にて1ヵ月間の限定配信を行っていた。
主宰のファッションブランド「million $ orchestra」のデザイナー兼プロデューサー。
影響を受けた音楽家はhyde、松岡充、清春。
sleepyheadは事務所やレコード会社には所属していないため、自主レーベル「STREET GOTHIC LABEL」を立ち上げた。ソロプロジェクトは完全自主活動をしている。

## 来歴
- 2007年1月12日 masato・yujiと一緒にSuGを結成。
- 2010年1月27日 SuGとしてメジャーデビュー
- 2012年1月19日 デビュー小説『TRiP』を発売。
- 2015年2月4日 慢性扁桃炎の治療により一時活動休止を発表。
- 2017年9月2日にSuGが初の日本武道館ライブにて無期限活動休止。同年12月20日に日本武道館ライブDVDの発売日に公式サイトにてSuGの解散が発表された。
- 2018年1月31日 ソロプロジェクト・sleepyheadをスタート。初ライブ「透明新月」の開催を発表[1]。

## 受賞
- 日本メンズファッション協会「ベストデビュタント賞」（2013年）
- 山形国際ムービーフェスティバル「アーティストシネマ賞」（原作・監督短編映画『WE CRY OUT HELLYEAH』 2015年）

## 作品

### アルバム
|        | 発売日         | タイトル            | 規格品番                                    | 収録曲 | 備考                              |
| ------ | -------------- | ------------------- | ------------------------------------------- | --- | --------------------------------- |
| 浮気者 | 2013年11月20日 | I 狂 U              | PCCA-03929:完全生産限定盤 PCCA-03930:通常盤 | 1. I 狂 U 2. 忘却の空(SADSカバー曲) 3. undermine(ゆよゆっぺ提供曲) 4. 愛の妙理(0.8秒と衝撃。提供曲) 5. 96 (たむらぱん提供曲) 6. rise and fall | オリコン最高34位 ポニーキャニオン |
| 武瑠   | 2022年8月3日   | STREET GOTHIC STYLE | TKRA-0002                                   | 1. 死んでも良い 2. I 狂 U 3. 酩酊 4. LOVE SCREAM PARTY 5. Howling Magic 6. 白痴美 7. L.E.D Ghosty 8. 桜雨 9. ぼくのじゃない 10. 無条件幸福論 11. SOS 12. 酸欠都市 13. 感傷終末世界 14. 結局 15. heartbreaker 16. 1 2 3 for hype sex heaven 17. 不完全Beautyfool Days 18. dot.0 | オリコン最高196位 akubi           |

### 配信限定シングル
| 発売日         | タイトル              | レーベル   |
| -------------- | --------------------- | ---------- |
| 2022年7月25日  | 桜雨                  | akubi Inc. |
| 2022年7月26日  | 無条件幸福論          | akubi Inc. |
| 2022年7月27日  | dot.0                 | akubi Inc. |
| 2022年7月28日  | 不完全Beautyfool Days | akubi Inc. |
| 2022年7月29日  | Howling Magic         | akubi Inc. |
| 2022年7月30日  | SOS                   | akubi Inc. |
| 2023年10月31日 | 不道徳                | akubi Inc. |
| 2024年1月24日  | 怠惰 (feat. GOMESS)   | akubi Inc. |

### 楽曲提供
- AKIRA-「CALLING」（作詞、作曲）
- luz-『M.B.S.G. feat.武瑠（sleepyhead）』（作詞:武瑠 作曲:Leda）

### 参加作品
- luz-『M.B.S.G. feat.武瑠（sleepyhead）』 - ラップパートのみ歌唱
- ichika-『in the morning』
- GOMESS&Yackle-『詩浄』

### その他
- 短編映画『WE CRY OUT HELLYEAH』（監督作品）
- THE ORAL CIGARETTES-『PSYCHOPATH』MV（クリエイティブディレクター:武瑠（sleepyhead） ディレクター:Lau（LIKI Ink.） 監督:山中拓也）
- S!N-『切っても切れない』トータルアートプロデュース
- 神使轟く、激情の如く。-『瞬間成仏NEXT YOU→』MV監督、楽曲ロゴデザイン
- 神使轟く、激情の如く。-『不器用HERO』クリエイティブディレクター
- アリス九號.- 『CYAN』MVクリエイティブディレクター(akubi Inc.名義)
- たかやん-『ヘラってなんぼ！』MVクリエイティブディレクター
- たかやん-『嫉妬したっていいじゃん/アイツじゃなくて私と付き合え』MVクリエイティブディレクター、ワードローブ

## 書籍

### 小説
- 『TRiP』（2012年1月19日、学研パブリッシング）
- 『Lollipop Kingdom』（2012年7月28日、エムオン・エンタテインメント）
- 『センチメンタルワールズエンド』(2022年2月26日、河出書房新社)

### Personal Book
- 『BURU（ブル!）装飾男子増殖せよ! SuG武瑠×KERA Personal Book』（2011年6月4日、インデックス・コミュニケーションズ）
- 『BURU（ブル!）装飾男子増殖せよ! 2 SuG武瑠×KERA Personal Book』（2012年10月29日、インデックス・コミュニケーションズ）

### Style Book
- 『VISION -LIFE STYLE BOOK-』(2017年8月10日、KADOKAWA)

## 出演

### 映画
- 劇場版 アクエリアンエイジ - 謎の少年役
- ビートロック☆ラブ - シン/神田心役
  - 劇中で結成されたバンド「LOVE DIVING」は実際にCDデビューも果たしている。
- パラケルススズ・ホムンクルス - トガリ役）
- 実写映画少女椿 - カナブン役

### MV
- luz-『M.B.S.G. feat.武瑠（sleepyhead）』
- WHITE JAM-『シューズ』

### 配信
- B-by-C Core Fit-1「Qui」WEBムービー